# Maratona aquática no Campeonato Mundial de Esportes Aquáticos de 2024 - 10 km feminino

Os 10 km da maratona aquática feminina da maratona aquática no Campeonato Mundial de Esportes Aquáticos de 2024 foi realizada nos dia 3 de fevereiro de 2024 em Doha, no Catar.

## Cronograma
Todos os horários estão na hora local (UTC+3).
| Data           | Hora  | Evento |
| -------------- | ----- | ------ |
| 3 de fevereiro | 10:30 | Final  |

## Medalhistas
| Ouro                                  | Prata                     | Bronze                    |
| Sharon van Rouwendaal · Países Baixos | María de Valdés · Espanha | Angélica André · Portugal |

## Resultados
A prova foi realizada no dia 3 de fevereiro às 10:30.
| Pos.              | Nadadora                               | Nacionalidade        | Tempo     |
| ----------------- | -------------------------------------- | -------------------- | --------- |
| Medalha de ouro   | Sharon van Rouwendaal                  | Países Baixos        | 1:57:26.8 |
| Medalha de prata  | María de Valdés                        | Espanha              | 1:57:26.9 |
| Medalha de bronze | Angélica André                         | Portugal             | 1:57:28.2 |
| 4                 | Moesha Johnson                         | Austrália            | 1:57:30.8 |
| 4                 | Ana Marcela Cunha                      | Brasil               | 1:57:30.8 |
| 6                 | Mariah Denigan                         | Estados Unidos       | 1:57:31.1 |
| 7                 | Caroline Jouisse                       | França               | 1:57:32.3 |
| 8                 | Arianna Bridi                          | Itália               | 1:57:33.2 |
| 9                 | Lisa Pou                               | Mónaco               | 1:57:33.4 |
| 10                | Océane Cassignol                       | França               | 1:57:34.9 |
| 11                | Airi Ebina                             | Japão                | 1:57:35.5 |
| 12                | Bettina Fábián                         | Hungria              | 1:57:36.5 |
| 13                | Ángela Martínez                        | Espanha              | 1:57:36.6 |
| 14                | Viviane Jungblut                       | Brasil               | 1:57:39.3 |
| 15                | Katie Grimes                           | Estados Unidos       | 1:57:39.4 |
| 16                | Jeannette Spiwoks                      | Alemanha             | 1:57:46.0 |
| 17                | Leah Crisp                             | Grã-Bretanha         | 1:57:50.0 |
| 18                | Maddy Gough                            | Austrália            | 1:57:51.7 |
| 19                | Mafalda Rosa                           | Portugal             | 1:57:52.9 |
| 20                | Leonie Beck                            | Alemanha             | 1:58:11.8 |
| 21                | Ichika Kajimoto                        | Japão                | 1:58:17.4 |
| 22                | Ginevra Taddeucci                      | Itália               | 1:58:21.1 |
| 23                | Martha Sandoval                        | México               | 1:58:21.6 |
| 24                | Emma Finlin                            | Canadá               | 1:58:22.3 |
| 25                | María Bramont-Arias                    | Peru                 | 1:58:35.2 |
| 26                | Mira Szimcsák                          | Hungria              | 1:58:37.5 |
| 27                | Amica de Jager                         | África do Sul        | 1:58:38.6 |
| 28                | Amber Keegan                           | Grã-Bretanha         | 1:59:00.4 |
| 29                | Callan Lotter                          | África do Sul        | 2:00:07.9 |
| 30                | Paola Pérez                            | Venezuela            | 2:00:22.5 |
| 31                | Samantha Arévalo                       | Equador              | 2:00:55.8 |
| 32                | Eva Fabian                             | Israel               | 2:02:19.8 |
| 33                | Candela Giordanino                     | Argentina            | 2:03:09.1 |
| 34                | Eden Girloanta                         | Israel               | 2:03:56.7 |
| 35                | Alena Benešová                         | Chéquia              | 2:03:58.9 |
| 36                | Georgia Makri                          | Grécia               | 2:04:05.9 |
| 37                | Xin Xin                                | China                | 2:04:21.1 |
| 38                | Chantal Liew                           | Singapura            | 2:04:22.8 |
| 39                | Nip Tsz Yin                            | Hong Kong            | 2:05:10.6 |
| 40                | Mao Yihan                              | China                | 2:06:07.6 |
| 41                | Lenka Pavlacká                         | Chéquia              | 2:06:12.6 |
| 42                | Lee Hae-rim                            | Coreia do Sul        | 2:06:14.6 |
| 43                | Paulina Alanís                         | México               | 2:06:16.6 |
| 44                | Klara Bošnjak                          | Croácia              | 2:06:25.3 |
| 45                | Tuna Erdoğan                           | Turquia              | 2:06:42.6 |
| 46                | Ana Abad                               | Equador              | 2:07:26.7 |
| 47                | Teng Yu-wen                            | Taipé Chinesa        | 2:07:28.6 |
| 48                | Špela Perše                            | Eslovênia            | 2:07:38.7 |
| 49                | Kamonchanok Kwanmuang                  | Tailândia            | 2:07:42.1 |
| 50                | Nikita Lam                             | Hong Kong            | 2:08:05.8 |
| 51                | Laila Oravsky                          | Canadá               | 2:09:16.4 |
| 52                | Katja Fain                             | Eslovênia            | 2:11:00.3 |
| 53                | Park Jung-ju                           | Coreia do Sul        | 2:12:15.2 |
| 54                | Britta Schwengle                       | Aruba                | 2:13:36.9 |
| 55                | Wang Yi-chen                           | Taipé Chinesa        | 2:15:32.6 |
| 56                | Yanci Vanegas                          | Guatemala            | 2:15:33.2 |
| 57                | Mariya Fedotova                        | Cazaquistão          | 2:16:01.9 |
| 58                | Diana Taszhanova                       | Cazaquistão          | 2:17:32.7 |
| 59                | Pimpun Choopong                        | Tailândia            | 2:17:34.9 |
| 60                | María Porres                           | Guatemala            | 2:17:36.9 |
| 61                | Alondra Quiles                         | Porto Rico           | 2:17:38.8 |
| 62                | Ruthseli Aponte                        | Venezuela            | 2:17:43.6 |
| 63                | Fátima Portillo                        | El Salvador          | 2:21:11.7 |
| 64                | Ashmitha Chandra                       | Índia                | 2:21:11.8 |
| 65                | Isabella Hernández                     | República Dominicana | 2:21:38.7 |
| 66                | Mariela Guadamuro                      | Porto Rico           | 2:22:31.3 |
| 67                | Ashley Ng                              | Singapura            | 2:26:08.4 |
| 68                | Mahalakshmi Porur Kalan Rajagopal Ravi | Índia                | OTL       |
| 68                | Sezen Akanda Boz                       | Turquia              | DNF       |
| 68                | Cecilia Biagioli                       | Argentina            | DNF       |
| 68                | Rafaela Santo                          | Angola               | DNF       |